# Ole Kandelin
Ole Kandelin, född den 22 november 1920 i Borgå i Finland, död den 23 januari 1947, var en finländsk målare.

## Biografi
Kandelin började redan i barndomen att ständigt teckna och måla och genomgick under sin korta tid som självlärd konstnär en sensationell utveckling som sträckte sig från karakteristisk surrealism vid debuten 1942, till ett helt abstrakt uttryck. 
I opposition mot nationalism och expressionism sökte han kontakt med internationell modernistisk konst. Hans radikala intentioner blev en lovande upptakt till Finlands nonfigurativa måleri. Hans sista målningar var ett av de första helt abstrakta experimenten i Finland.
Kandelins produktion utfördes till stor del i Sverige där han tillbringade en tid på ett sanatorium. Han avled i unga år av sin tuberkulos.